# Karl Friedrich Bauch
Karl Friedrich Bauch (* 18. März 1820 in Irchwitz; † 29. Mai 1885 ebenda) war ein deutscher Kaufmann und Politiker.

## Leben
Bauch war der Sohn des Webermeisters Johann Gottlieb Bauch und dessen Ehefrau Marie Rosine geborene Nürnberger aus Greiz. Er war evangelisch-lutherischer Konfession und heiratete am 10. April 1845 in Mylau Christliebe Wilhelmine Forbrig (* 10. Januar 1821 in Mylau; † 10. Februar 1877 in Irchwitz), die Tochter des Webermeisters Johann Cristian Forbrig aus Greiz. Rudolf Bauch ist ein Sohn, Oskar Otto ist ein Schwiegersohn.
Bauch lebte als Kaufmann in Irchwitz. Dort war er auch Gemeindevorsteher. Vom 6. August 1867 bis zum 31. Dezember 1870 war er Abgeordneter im Greizer Landtag.